# Frilandsmuseet Hjerl Hede
Frilandsmuseet Hjerl Hede er et frilandsmuseum ved Vinderup mellem Skive, Struer og Holstebro i Vestjylland. Frilandsmuseet rummer adskillige bevarede og rekonstruerede bygninger, historiske haver med blomster, frugttræer og nytteplanter, gamle danske husdyrracer, samt landhåndværk og eksempler på udnyttelsen af agerjord, hede, skov og mose, der belyser livet på landet i Danmark i årene mellem 1500-1900.
Frilandsmuseet Hjerl Hede skal ikke opfattes som en sammenhængende landsby, men som en samling af “hjem” fra landet adskilt i tid og rum. Siden 2017 har museet arbejdet med at finde fortællinger om de mennesker, der faktisk har levet i husene, og forsøgt at indrette husene, så de ligner netop deres hjem.
I 2012 blev frilandsmuseet sammen med Holstebro Museum og Strandingsmuseum St. George samlet i én organisation under navnet De Kulturhistoriske Museer i Holstebro Kommune.
Museets ansvarsområder dækker bredt og indeholder bl.a. løbende indsamling, registrering, bevaring, forskning og formidling indenfor museets ansvarsområder.

## Museets historie
Det hele begyndte i 1910, da forretningsmanden Hans Peter Hjerl Hansen (1870-1946) købte “Vadsøgaard” med to store hedeparceller af Jattrup og Hjelm Heder ved Flyndersø og kaldte stedet Hjerl Hede. Hans hensigt var at tilplante heden, men han måtte dog indkassere kritik, ikke mindst fra digteren Jeppe Aakjær, der ville bevare den jyske hede. Selv var han også fast besluttet på, at dele af heden skulle holdes fri for plantning, og i 1934 blev Hjerl Hede fredet.
H.P. Hjerl Hansen var imidlertid også historisk interesseret. Det fik ham i 1928 til at købe “Danmarks ældste bondegård” Vinkelgården fra landsbyen Vinkel øst for Viborg, som i løbet af 1929 blev nedtaget og flyttet til Hjerl Hede. Det skete til Nationalmuseets store fortrydelse, men museet var ikke i stand til at skaffe pengene inden for den fastsatte frist. Dermed lagdes grunden til det, der i dag er Frilandsmuseet Hjerl Hede.
H.P. Hjerl Hansen indbød omegnens beboere til at komme og se den genopførte Vinkelgård inden den blev tilgængelig for offentligheden, og den 27. juli 1930 fandt 500-600 mennesker vej til stedet, hvor H.P. Hjerl Hansen, Mogens Clemmensen og H.P. Hansen talte for de forsamlede. Datoen regnes for eftertiden som starten på H.P. Hjerl Hansens unikke bygningssamling. Meget tyder på, at H.P. Hjerl Hansen ved købet af Vinkelgården havde planer om et frilandsmuseum på Hjerl Hede. Allerede i 1930 erhvervedes stubmøllen fra Frøslev, og i 1931 fulgte smedien fra Vester-Kærby og bulladen fra Hejsager. Et frilandsmuseum tog dermed tydelig form fra 1930. I 1931 overdrog H.P. Hjerl Hansen Hjerl Hede med alle bygninger til Hjerl-Fonden, hvormed samlingens bevaring sikredes.
Den 24. juli 1932 afholdtes den første levendegørelse på Hjerl Hede, der på det tidspunkt rummede fire af de knap 50 bygninger, som museet har i dag. Denne sommerdag var der inviteret til “en dag i landsbyen for 100 år siden”, hvor lokale folk klædt i gammeldags tøj viste gamle landlige arbejdsmetoder inden for håndværk, husflid og andre daglige gøremål. Man havde forventet 5000 besøgende, men der kom det dobbelte. Dagen blev dokumenteret med film, der blev til dokumentarfilmen Indvielse af Hjerl Hede.
Frilandsmuseet Hjerl Hede blev drevet som et privat museum af Hjerl-Fonden frem til 1979, hvor det blev et statsanerkendt, selvejende kulturhistorisk specialmuseum. 1. januar 2012 fusionerede Frilandsmuseet Hjerl Hede med Holstebro Museum og Strandingsmuseum St. George, og museumsfusionen fik navnet De Kulturhistoriske Museer i Holstebro Kommune, der har status af statsanerkendt museum. De tre museer fortsætter deres aktiviteter og opgaver på de nuværende adresser.
I 2006 opførtes et 1875 kvadratmeter stort besøgscenter, som indeholder billettering, butik, undervisningslokaler, udstillingslokaler og kontorfaciliteter.

## Udstillinger
Samlingen består af bygninger, som belyser boligindretning og byggeskik på landet i Danmark. Det ældste hus på museet er Vinkelgården, der i 2014 blev dendrokronologisk dateret til vinteren 1545/46, og som dermed kan være det ældste bevarede bondehus i Danmark. Blandt de mange bygninger findes en bullade fra Hejsager ved Haderslev (fra ca. 1777), en stubmølle fra Frøslev på Sjælland (1778), en vandmølle fra Vesterby ved Vejle, et husmandssted fra Kvosted ved Viborg (1815), en skolebygning fra Hinge ved Silkeborg (1823), en agerrumslade fra Als (1632), en firlænget sulegård fra Vestjylland, en lade fra Sorring ved Silkeborg (ca. 1840), et mejeri fra Mandø (1897), et sprøjtehus fra Tybjerg på Sjælland (ca. 1860), et skyttehus fra Gjerrild, landsbykroen fra Skovsgårde på Nordvestfyn (ca. 1750), præstegårdens stuehus fra Nr. Aarslev ved Randers (1600-tallet/1854), samt en rekonstruktion af en romansk kirke fra tidlig middelalder med Tjørring Kirke som forbillede og kalkmalerier med forbillede i Råsted Kirke.
Museet dækker med sin samling tiden frem til begyndelsen af 1900-tallet. Museet er kendt for at benytte levendegørelse i formidlingen, dvs. at der i værkstederne og i husene er folk, der arbejder med traditionelle håndværk og bruger gamle arbejdsmetoder. Frilandsmuseet Hjerl Hede arbejder målrettet med bevaring af henholdsvis gamle danske landhåndværk og gamle danske husdyrracer. Siden 1955 har museet rådet over en rekonstrueret stenalderboplads.